# Angolas Davis Cup-lag
Angolas Davis Cup-lag styrs av Angolas tennisförbund och representerar Angola i tennisturneringen Davis Cup. Angola debuterade i sammanhanget 2001 och har bland annat slutat sjua i Grupp III 2001.